# Amblin Television
Amblin Television è una società statunitense divisione di produzione televisiva di Amblin Partners.  È stata fondata nel 1984 dalla Amblin Entertainment come divisione di produzione per il piccolo schermo della serie antologica Storie incredibili di Steven Spielberg per la NBC.

## Storia
Negli anni '80 e '90, Amblin Television ha prodotto serie televisive, speciali, film per la TV e via cavo e programmi animati per bambini come Tiny Toon Adventures e Animaniacs, insieme ad adattamenti di serie televisive basati sui famosi film di Amblin come Ritorno al Futuro, An American Tail, Casper e Men in Black.  
Dagli anni 90' inizia a sviluppare serie TV il live-action. Ha prodotto la serie televisiva E.R. - Medici in prima linea, prodotta da Steven Spielberg, andata in onda per la prima volta nel 1994 per 15 stagioni fino al 2009. 
Nel 2012, DreamWorks Television, studio fondato nel 1996 da Spielberg, Jeffrey Katzenberg e David Geffen. Subito dopo la fusione con DreamWorks Television, Darryl Frank e Justin Falvey vengono nominati co-presidenti di Amblin Television.
La società è entrata anche nel mercato televisivo in streaming con speciali e serie tra cui il documentario Five Came Back e The Haunting, entrambi per Netflix.